# Passage Saint-Jules
Le passage Saint-Jules est une voie du 18e arrondissement de Paris, en France.

## Situation et accès
Le passage Saint-Jules est situé dans le 18e arrondissement de Paris. Il débute au 18, rue Leibniz et se termine au 21, passage du Poteau.

## Origine du nom

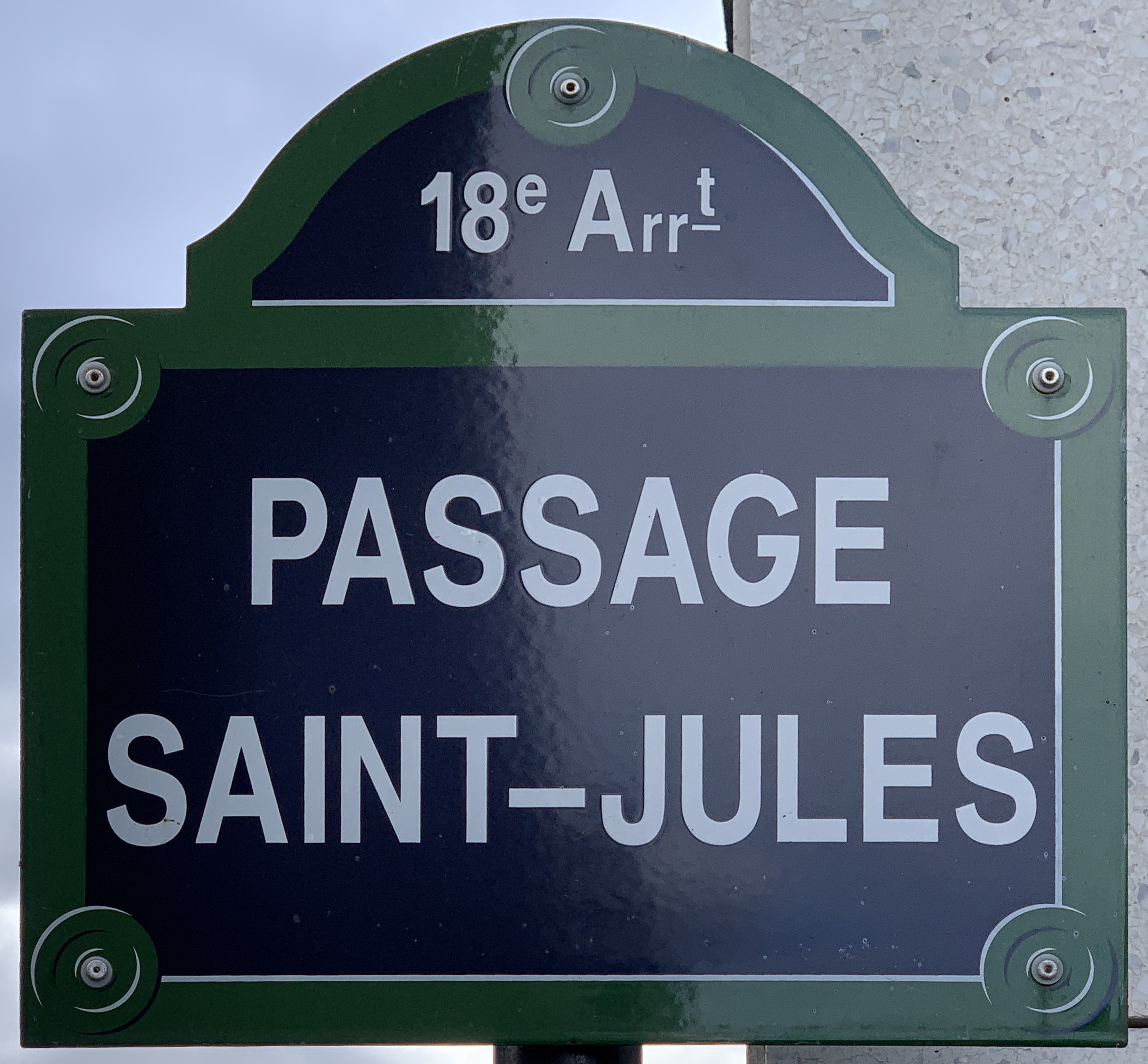
Plaque du passage.

Le nom de ce passage a été donné par les propriétaires de la partie privée.

## Historique
La partie située entre la rue Leibniz et la rue Angélique-Compoint est dénommé vers 1890 puis est ouverte à la circulation publique par un arrêté du 23 juin 1959.
La partie située entre la rue Angélique-Compoint et le passage du Poteau est créée dans le cadre de l'aménagement de la ZAC Moskowa sous le nom provisoire de « voie BX/18 » et prend sa dénomination actuelle par arrêté municipal du 28 janvier 2000.